# Sigurnosno-obavještajna agencija
L’Agence d’information de la sécurité (croate : Sigurnosno-obavještajna agencija, SOA) est le service de renseignements extérieurs de Croatie. Il a été fondé en 2006 pour remplacer son prédécesseur le Obavještajna agencija (OA).